# Riccardo Cocciante
Riccardo Vincent Cocciante (n. 20 februarie 1946, Sài Gòn, Vietnam), cunoscut ca Riccardo Cocciante sau, în țările francofone, ca Richard Cocciante, este un cantautor italian.